# Frida Leider
Frida Leider (Berlino, 18 aprile 1888 – Berlino, 4 giugno 1975) è stata una cantante lirica tedesca.
Leider è stata una dei più importanti soprani drammatici e wagneriani del XX secolo. I suoi ruoli più famosi furono Isotta e Brünnhilde di Wagner, Fidelio di Beethoven, Donna Anna di Mozart, Aida e Leonora di Verdi. Ha realizzato oltre 80 registrazioni, principalmente per Polydor e HMV.

## Biografia
Frida Leider nacque a Berlino, dove studiò canto mentre lavorava in una banca. I suoi primi impegni la portarono ai teatri d'opera di Halle, Königsberg e Rostock. Dopo l'accordo con l'Opera di Stato di Amburgo nel 1923, fu ingaggiata dall'Opera di Stato di Berlino come primo soprano drammatico. Dopo il suo ritiro dal palco nel 1946, vi rimase come regista e direttrice di uno studio per i cantanti emergenti della Staatsoper Unter den Linden.
Leider fece regolarmente le sue apparizioni come ospite per oltre 15 anni alla Royal Opera House di Covent Garden a Londra, al Metropolitan Opera di New York, alla Scala di Milano e alla Wiener Staatsoper di Vienna e Monaco. Naturalmente, fece anche delle apparizioni al Festival di Bayreuth.

## Repertorio
| Ruolo               | Titolo                  | Autore    |
| ------------------- | ----------------------- | --------- |
| Leonora             | Fidelio                 | Beethoven |
| Norma               | Norma                   | Bellini   |
| Martha              | Tiefland                | d'Albert  |
| Alceste             | Alceste                 | Gluck     |
| Armida              | Armida                  | Gluck     |
| Rachel              | L'ebrea                 | Halévy    |
| Santuzza            | Cavalleria rusticana    | Mascagni  |
| Contessa d'Almaviva | Le nozze di Figaro      | Mozart    |
| Donna Anna          | Don Giovanni            | Mozart    |
| Floria Tosca        | Tosca                   | Puccini   |
| La Marescialla      | Il cavaliere della rosa | Strauss   |
| Arianna             | Arianna a Nasso         | Strauss   |
| Leonora             | Il trovatore            | Verdi     |
| Amelia              | Un ballo in maschera    | Verdi     |
| Aida                | Aida                    | Verdi     |
| Senta               | L'olandese volante      | Wagner    |
| Elisabeth Venere    | Tannhäuser              | Wagner    |
| Elsa di Brabante    | Lohengrin               | Wagner    |
| Brunilde Sieglinde  | La Valchiria            | Wagner    |
| Isotta              | Tristano e Isotta       | Wagner    |
| Brunilde            | Sigfrido                | Wagner    |
| Brunilde            | Il crepuscolo degli dei | Wagner    |
| Kundry              | Parsifal                | Wagner    |
| Reiza               | Oberon                  | Weber     |